# Mali Budkî, Nedrîhailiv
Mali Budkî (în ucraineană Малі Будки) este un sat în comuna Korovînți din raionul Nedrîhailiv, regiunea Sumî, Ucraina.

## Demografie
Componența lingvistică a localității Mali Budkî
     Ucraineană (97,07%)
     Rusă (2,93%)
Conform recensământului din 2001, majoritatea populației localității Mali Budkî era vorbitoare de ucraineană (97,07%), existând în minoritate și vorbitori de rusă (2,93%).